# Biesles
Biesles település Franciaországban, Haute-Marne megyében. Lakosainak száma 1334 fő (2022. január 1.). Biesles Lanques-sur-Rognon, Laville-aux-Bois, Mandres-la-Côte, Mareilles, Poulangy, Sarcey, Treix, Ageville, Bourdons-sur-Rognon és Chaumont községekkel határos.

## Népesség
A település népességének változása:
| Lakosok száma | 1130 | 1300 | 1396 | 1422 | 1373 | 1361 | 1352 | 1340 | 1332 | 1334 |
|               | 1968 | 1982 | 1990 | 2006 | 2013 | 2015 | 2017 | 2019 | 2020 | 2022 |